# Махони, Роджер Майкл
Роджер Майкл Махони (англ. Roger Michael Mahony; род. 27 февраля 1936, Голливуд, США) — американский кардинал. Титулярный епископ Тамашани и вспомогательный епископ Фресно со 2 января 1975 по 15 февраля 1980. Епископ Стоктона с 15 февраля 1980 по 12 июля 1985. Архиепископ Лос-Анджелеса с 12 июля 1985 по 1 марта 2011. Кардинал-священник с титулом церкви Санти-Куаттро-Коронати с 28 июня 1991.

## Ранние годы
Роджер Майкл Махони родился 27 февраля 1936 года, в районе Голливуда в Лос-Анджелесе, штат Калифорния, и был сыном Виктор и Лоретты (урожденной Барон) Махони. У него есть брат-близнец, Луи, и старший брат, Нил. В детстве он посещал гимназию Святого Карло Борромео в Северном Голливуде и в 14 лет, он поступил в Лос-Анджелесский колледж — младшую семинарию архиепархии Лос-Анджелесе.
После обучения в семинарии Богородицы Царицы Ангелов и семинарии Святого Иоанна, Махони был рукоположён в сан священника на 1 мая 1962 года епископом Монтере-Фресно, Алоизием Джозефом Уилленджером, редемпторист. Окончил Католический университет Америки в 1964 году со степенью магистра в области социальной работы. В течение следующих 13 лет, он вёл пастырскую и куриальную работу в епархии Монтерея-Фресно и вновь образованной епархии Фресно. Он был назван монсеньором в феврале 1967 года, а также преподавал социальную работу в государственном университете Фресно, в этот период.

## Деятельность
20 мая 1998 года отпевал Фрэнка Синатру.
В июле 2007 года согласился на выплату (вторую после выплаты в 2006 году) рекордной для такого рода дел в США суммы в 660 млн долл жертвам сексуального насилия со стороны духовенства епархии; выплаты истцам поставили епархию на грань банкротства, но позволили её главе избежать дачи показаний в суде.
В конце января 2013 года редакционная статья в газете The New York Times в связи с ролью кардинала в системном сокрытии сексуальных преступлений духовенства в период его работы в руководстве Архиепархии Лос-Анджелеса писала: «Ни один из римско-католических кардиналов не трудился так долго и энергично, как кардинал Роджер Махони, дабы сокрыть многолетний скандал вокруг сексуального насилия и запугивания детей священниками-уголовниками. В течение многих лет кардинал скрывал неприглядные церковные документы от родителей, жертв и общественности, угрожая бесконечной тяжбой и глупыми ссылками на конфиденциальность.»
27 февраля 2016 года кардиналу Махони исполнилось восемьдесят лет и он потерял право на участие в Конклавах.